# Ucai nascimentoi
Ucai nascimentoi é uma espécie de coleóptero da tribo Anacolini (Prioninae), com distribuição no Brasil; descrita por Maria Helena M. Galileo & Ubirajara R. Martins no texto "Ucai, novo gênero de Anacolini (Coleoptera, Cerambycidae, Prioninae) do Brasil"; publicada em Papéis Avulsos de Zoologia, vol.49 no.7; São Paulo (2009); com seu holótipo coletado na Serra do Japi, em Jundiaí.

## Descrição
Cabeça preta e brilhante; centro do clípeo, área subcircular entre os lobos oculares superiores e gula, amarelados. Lado interno dos lobos oculares densamente pontuados. Lados da cabeça atrás dos olhos, pontuados. Gula lisa. Escapo brilhante, densamente pontuado. Flagelômeros opacos e carenados. Protórax largamente preto no centro e lados amarelados; área da base dos espinhos côncava. Pronoto com alguns pontos no terço posterior. Escutelo e mesonoto pretos. Prosterno preto, processo prosternal amarelado. Mesepisternos, mesepimeros, metepisternos e metasterno pretos; mesepimeros com superfície densa e finamente irregular. Lados do metasterno esparsamente pontuados. Esternos torácicos com pêlos curtos, muito esparsos. Élitros com a metade anterior amarelada e na metade apical uma faixa irregular preta, seguida por faixa amarelada transversal e o terço apical, preto. Fêmures pretos indistintamente mais acastanhados na base; fina e densamente pontuados. Metatíbias discretamente foliáceas.